# Managed Service Providing
Als Managed Service Providing versteht man in der Personaldienstleistung die Bereitstellung umfassender Serviceleistungen in der Arbeitskräftegewinnung und -verwaltung. Die Begriffsbildung erfolgte in Anlehnung an den Begriff Managed Service Provider in der Informationstechnologie.

## Leistungsumfang
Personaldienstleistungsunternehmen im Bereich der Arbeitnehmerüberlassung können wesentliche Bereiche der Personalgewinnung und des Personaleinsatzes bei einem Auftraggeber übernehmen. Im Gegensatz zum ''On-Site-Management'' bzw. zum ''Master Vendoring'' werden aber keine eigenen Arbeitskräfte beim Auftraggeber eingesetzt, sondern allein und ausschließlich die Arbeitskräfte anderer Personaldienstleister. Der MSP-Dienstleister wird also anhand eines abgestimmten Anforderungs- und Auswahlkatalogs Zeitarbeitskräfte von Dritten anfordern und in den betrieblichen Abläufen disponieren. Zentraler Bestandteil ist ein optimierter Einsatz der extern beschafften Arbeitskräfte. Ebenso übernimmt der MSP-Dienstleister die Abrechnung der geleisteten Arbeit.
Für den Auftraggeber ist dies mit erheblichen Arbeitserleichterungen verbunden, da die Koordination von einem Dienstleister übernommen wird, der als Brancheninsider mit den Anbietern von Personaldienstleistungen auf Augenhöhe verhandeln kann. Allerdings geht dies auch mit einem Verlust an Einflussmöglichkeiten und erhöhten Kosten einher. Für den Auftragnehmer bedeutet dies eine umfassende Integration in die betrieblichen Abläufe des Auftraggebers, regelmäßig mit einer ständigen Präsenz vor Ort auf dem Betriebsgelände des Auftraggebers mit eigenem Dispositionspersonal. Eigene IT-Lösungen (''Vendor Management System'') werden eingesetzt, ggf. mit einer entsprechenden Schnittstelle zu den IT-Anwendungen des Auftraggebers.
MSP-Aufträge sind immer dann sinnvoll, wenn der Auftraggeber regelmäßig und in größerem Umfang Zeitarbeitskräfte und weitere Personaldienstleistungen beauftragt, weil z. B. komplette betriebliche Funktionsbereiche (interne Logistik, Ausgangslogistik, Maschinenwartung und -pflege) an Personal- bzw. Industriedienstleister vergeben werden. Bekannte Beispiele finden sich in der Pharmabranche, in der Automobilfabrikation und im Verkehrssektor (z. B. Fahrzeug-/Flugzeugreinigung, Betrieb von Sicherheitsdiensten). Von daher werden eher größere Unternehmen Managed Service Providing-Aufgaben beauftragen.